# Мараморочка (Псковская область)
Марамо́рочка — деревня в Струго-Красненском районе Псковской области, расположена на автодороге М-20 Санкт-Петербург — Псков.

## Население
Численность населения деревни составляет на 2000 год — 21 житель, на 2010 год — 24 жителя.

## История
Топоним произошёл, возможно, от названия одноимённой реки, которая в свою очередь от слова «мараморохи» — морока, туман, мгла (из примечаний Андрея Белого к своему литературном труду), или непосредственного от этого народного выражения. Существуют и схожие топонимы — д. Мараморка (Псковская обл., река Кебь) и Мараморощина — историко-географическое название части Закарпатского края (название известно с XII века).По былине Кеберский князь приглашал Илью Муромца в свой город,после изгнания князей поганых за море.Кебский князь-это князь псковский.Река Кебь имеет приток Мароморка и село.Житель которой мароморец стал называться Маромец или Муромец.Псков принадлежал русским первым летописным князьям,и они показывали путь на Киев,через Себеж-Полоцк.Село расположено на прямоезжей дороге из Новгорода в Псков-Изборск-Ригу.
Мараморохи по полю носят:
Те же стаи несытых смертейА. Белый
Во время одной из боевых операций, около деревни Варницы (теперь такой деревни нет, а находилась она на Киевском шоссе между деревней Мараморочка и поворотом на деревню Углы), совершил свой подвиг боец бригады комсомолец Леня Голиков. Он уничтожил легковую автомашину с немецким генералом Рихардом Виртцем, который вез портфель с очень важными документами, среди которых были чертежи новой немецкой мины, запущенной в массовое производство, карта с расположением гитлеровских войск под Ленинградом и схемы минных полей. За эту операцию Лене Голикову было присвоено звание Героя Советского Союза.